# Achim Bergmann

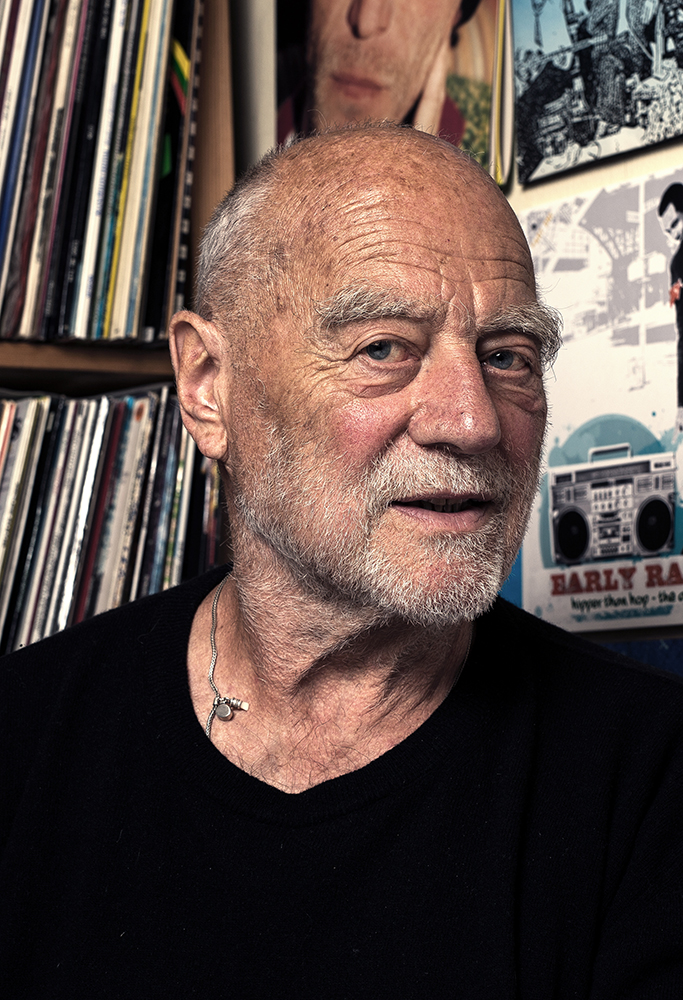
Achim Bergmann im April 2016

Achim Bergmann (* 16. Mai 1943; † 1. März 2018) war ein deutscher Musikverleger. Er stieß 1969 zum damaligen Buchverlag Trikont und führte ab 1980 den selbständigen Trikont Musikverlag.

## Leben
Bergmann kam Mitte der 1960er-Jahre als Student nach München. Durch die Studentenbewegung politisiert, stieß er 1969 zum Trikont-Buchverlag. Dieser 1967 ursprünglich in Köln im Umfeld des SDS gegründete Verlag erzielte mit dem Bolivianischen Tagebuch von Che Guevara und der sogenannten Mao-Bibel seinerzeit hohe Verkaufszahlen.
Im Laufe der 1970er-Jahre wurde das Verlagsprogramm um Musik erweitert. Als erste LP des Münchner Verlags erschien 1972 Wir befreien uns selbst von Arbeitersache, einer Münchner Sponti-Gruppe, der Bergmann auch selber angehörte – wie alle Mitglieder des Trikont-Verlagskollektivs. Zunächst wurde vor allem agitatorische Musik aufgelegt und es wurden Aufnahmen von Ton Steine Scherben sowie des amerikanischen Labels Folkways Records vertrieben. Dann kamen Produktionen von Bands wie Schroeder Roadshow oder Warmer Südwind hinzu. 1980 trennte sich das Musiklabel als Trikont – Unsere Stimme mit Bergmann als einzigem Gesellschafter vom Trikont-Verlag unter Geschäftsführer Herbert Röttgen, der unter dem Namen Dianus-Trikont Verlag auf esoterische Literatur umschwenkte und 1986 in Konkurs ging.
2017 heiratete Bergmann seine Lebensgefährtin Eva Mair-Holmes, die 1990 zu Trikont kam. Beide legten beim Trikont-Musiklabel einen Schwerpunkt auf bayerische Musik und veröffentlichten einerseits Künstler wie Georg Ringsgwandl oder Hans Söllner, andererseits Kompilationen mit älteren Aufnahmen wie die Reihe Stimmen Bayerns. Ein anderer Schwerpunkt lag auf weltmusikalischen bzw. musikhistorischen Samplern, beispielsweise mit finnischem Tango oder griechischem Rembetiko, Aufnahmen des Liedes La Paloma, äthiopischem Jazz oder Mariachi. Später verlegte Trikont  Künstler wie LaBrassBanda, Kinderzimmer Productions, Bernadette La Hengst und Attwenger.
Für größeres, auch mediales Aufsehen sorgte 2017 der tätliche Angriff auf Bergmann während der Frankfurter Buchmesse am Stand der Wochenzeitung Junge Freiheit. Bergmann hatte einen Vortrag des Publizisten Karlheinz Weißmann über den „Kulturbruch 68“ mit Zwischenrufen bedacht und wurde von einem Zuschauer mit der Faust ins Gesicht geschlagen.
Am 1. März 2018 verstarb Achim Bergmann in München. 

## Filmografie
- Der bayerische Rebell (2004)